# カヤックアキバスタジオ
株式会社カヤックアキバスタジオは、東京都千代田区外神田（秋葉原）に本社を置く日本の企業。コンピューターゲーム開発を中心としてデジタルコンテンツ全般の制作請負を主業務とする。株式会社カヤックの完全子会社。
創業時の商号は株式会社ガルチ（Gulti. Co.,Ltd.）。セイブ開発及びMOSSにて『雷電』シリーズの開発に携わっていたスタッフが独立・設立した経緯を持ち、設立当初は2Dシューティングゲームの開発に重点を置いていた。

## 沿革
- 2006年10月3日 - 株式会社ガルチ創業
- 2009年 - アメリカに「Gulti Co., Ltd」（通称「ガルチアメリカ」）設立
- 2016年2月12日 - カヤックによる株式取得及び第三者割当増資引受により子会社化
- 2018年
  - 3月 - カヤック代表の貝畑政徳が取締役に就任
  - 10月 - カヤックの完全子会社となり、同時に商号をカヤックアキバスタジオへ改める
- 2022年11月7日 - チップチューンと業務提携[3]
- 2024年
  - 5月 - IP創出ビジネスを目的としてIPプロデュース事業部を発足。自社オリジナルIP第1弾としてトミーウォーカーとの協業プロジェクト『√EDEN』を発表[4]。テンダゲームスとの業務提携を表明[5]
  - 6月 - IPプロデュース事業部が自社IP創出を目的としたキャラクターレーベル「STUDIO Chacca」を設立[6]

## 主要取引先
- NTTドコモ
- アニプレックス
- グレフ
- ゲームスタジオ
- サクセス
- スクウェア・エニックス
- セガ
- ソニー・ミュージックエンタテインメント
- タイトー
- トミーウォーカー
- バンダイナムコエンターテインメント
- フラワー・ロボティクス

## 開発タイトル
- スペースインベーダーエクストリーム（PSP版） - PSP、2008年2月21日（発売：タイトー）
- ライデンファイターズ エイシズ - Xbox 360、2008年3月27日（共同開発/発売：サクセス）
- まもるクンは呪われてしまった! - アーケードゲーム（NAOMI）、2008年7月30日（共同開発/発売：グレフ）
  - 移植版 - Xbox 360、2009年6月25日（発売：グレフ）
  - まもるクンは呪われてしまった!〜冥界活劇ワイド版〜 - PS3、2011年3月31日（発売：サイバーフロント）
- トリガーハート エグゼリカ エンハンスド - PS2、2009年3月26日（発売：アルケミスト）
- 0 day Attack on Earth - Xbox Live Arcade、2009年12月23日（発売：スクウェア・エニックス）
- ストライクウィッチーズ 白銀の翼 - Xbox 360、2010年7月29日（発売：サイバーフロント）
  - PSP版 - PSP、2012年6月28日（共同開発:サイバーフロント/発売：角川ゲームス）
- 地球ぐるめぐり - 携帯電話ゲーム、2011年8月10日（配信元：Mobage）
- ドーパミックス（3DS版） - ニンテンドー3DSダウンロードソフト、2012年3月14日（共同開発：モバイル&ゲームスタジオ / 発売：ジー・モード）
- リリーと魔神の物語 - 携帯電話ゲーム、2015年3月30日（協業：NTTドコモ）
- 真空管ドールズ - 携帯電話ゲーム、2016年4月28日[Android] / 2016年7月4日[iOS]（運営：ソニー・ミュージックエンタテインメント）
- RXN -雷神- - Switch、2017年12月19日（発売：カヤック）
- クロス×ロゴス - 携帯電話ゲーム、2019年2月19日（共同開発：カヤック、配信元：アニプレックス/カヤック）
- CNPバーニンウォーズ - 携帯電話ゲーム、2023年7月10日（配信元：バケット）
- √EDEN - プレイバイウェブ 、2024年12月13日（運営元：トミーウォーカー）

### 制作協力
- トリガーハート エグゼリカ（Xbox Live Arcade版） - Xbox Live Arcade、2008年2月27日（開発/発売：童）
- サンダーフォースVI - PS2、2008年10月30日（発売：セガ）[7]
- キン肉マン マッスルショット - 携帯電話ゲーム、2015年3月19日[Android] / 2015年3月26日[iOS]（開発：カヤック / 配信元：DeNA）
- 太鼓の達人 RHYTHM CONNECT - 携帯電話ゲーム、2023年11月1日（配信元：バンダイナムコエンターテインメント）